# Céline Verzeletti
Céline Verzeletti est une syndicaliste française, cadre de la Confédération générale du travail (CGT), née le 7 février 1969 au Havre.

## Biographie
Née en février 1969 au Havre, fille d’un cheminot, militant CGT, et d’une institutrice,, elle grandit à Juillan près de Tarbes, dans les Hautes-Pyrénées. Elle fait ses études au lycée Marie-Curie de Tarbes. Après quelques années difficiles, elle passe le concours de l’administration pénitentiaire et devient surveillante pénitentiaire,. Elle milite aux Jeunesses communistes, puis adhère au Parti communiste français. 
De 2003 à 2012, elle est secrétaire générale de la CGT pénitentiaire. En 2015, elle devient membre du bureau confédéral de la CGT, au sein duquel elle est chargée des dossiers Égalités, Libertés syndicales et Coordination des luttes, puis elle devient en 2021 co-secrétaire générale de l'Union fédérale des syndicats de l'État (UFSE), un ensemble réunissant environ 50 000 syndiqués,.
Elle est dite assez proche de la Nupes et de La France insoumise, et annonce, à titre personnel, sa participation à des manifestations organisées par ces organisations politiques, comme la marche contre la vie chère en 2022,. 
En 2023, bien qu'elle ne soit pas candidate, elle est citée parmi les personnes susceptibles de succéder à Philippe Martinez à la tête de la confédération, lors du 53e congrès à Clermont-Ferrand. Philippe Martinez souhaite de son côté que Marie Buisson lui succède,,,,, mais contre toute attente c'est une autre femme syndicaliste, Sophie Binet, qui est élue comme nouvelle secrétaire générale de la CGT.
Pour les élections législatives de 2024, elle est investie par le Nouveau Front populaire dans la quinzième circonscription de Paris, attribuée à La France insoumise selon les accords de la coalition. La députée sortante de cette circonscription, Danielle Simonnet, n'est pas réinvestie par son parti comme quatre autres députés LFI sortants, qui annoncent maintenir leurs candidatures. Danielle Simonnet est réélue au deuxième tour avec 74,5 % des voix, face à Céline Verzeletti.